# Z cizího krev neteče
Z cizího krev neteče (v anglickém originále Identity Thief) je americký komediální film z roku 2013. Režie se ujal Seth Gordon a scénáře Craig Mazin. Hlavní role hrají Jason Bateman a Melissa McCarthy.

## Obsazení
- Jason Bateman jako Sandy Patterson
- Melissa McCarthy jako Dawn Budgie / Diana
- Amanda Peet jako Trish Patterson
- Jon Favreau jako Harold Cornish
- T.I. jako Julian
- Genesis Rodriguez jako Marisol
- Robert Patrick jako Skiptracer
- Morris Chestnut jako detektiv Reilly
- John Cho jako Daniel Casey
- Eric Stonestreet jako Velký Chuck
- Jonathan Banks jako Paolo Gordon
- Mary-Charles Jones jako Franny Patterson
- Maggie Elizabeth Jones jako Jessie Patterson
- Ben Falcone jako Tony
- Ellie Kemper jako Flo

## Přijetí

### Tržby
Film vydělal 134,5 milionů dolarů v Severní Americe a 39,5 milionů dolarů v ostatních oblastech, celkově tak vydělal 174 milionů dolarů po celém světě. Rozpočet filmu činil 35 milionů dolarů. Za první víkend docílil nejvyšší návštěvnosti, kdy vydělal 34,5 milionů dolarů.

### Recenze
Na recenzní stránce Rotten Tomatoes získal z 165 započtených recenzí 19 procent s průměrným ratingem 4,1 bodů z deseti. Na serveru Metacritic snímek získal z 41 recenzí 35 bodů ze sta. Na Česko-Slovenské filmové databázi snímek získal 49 procent.

### Ocenění a nominace
| Rok  | Ocenění                | Kategorie                                        | Nominovaný                         | Výsledek |
| ---- | ---------------------- | ------------------------------------------------ | ---------------------------------- | -------- |
| 2013 | Teen Choice Awards     | Nejlepší filmová komedie                         | Nejlepší filmová komedie           | nominace |
| 2013 | Teen Choice Awards     | Nejlepší herec: komedie                          | Jason Bateman                      | nominace |
| 2013 | Teen Choice Awards     | Nejlepší herečka: komedie                        | Melissa McCarthy                   | nominace |
| 2013 | Teen Choice Awards     | Nejlepší filmový zloduch                         | Melissa McCarthy                   | nominace |
| 2014 | People's Choice Awards | Nejlepší ženský herecký výkon ve filmové komedii | Melissa McCarthy                   | nominace |
| 2014 | MTV Movie Awards       | Nejlepší hudební vystoupení                      | Melissa McCarthy                   | nominace |
| 2014 | MTV Movie Awards       | Nejlepší souboj                                  | Jason Bateman and Melissa McCarthy | nominace |